# Al Kasha
 (septembre 2021).
La mise en forme du texte ne suit pas les recommandations de Wikipédia : il faut le « wikifier ».
Les points d'amélioration suivants sont les cas les plus fréquents. Le détail des points à revoir est peut-être précisé sur la page de discussion.
- Les titres sont pré-formatés par le logiciel. Ils ne sont ni en capitales, ni en gras.
- Le texte ne doit pas être écrit en capitales (les noms de famille non plus), ni en gras, ni en italique, ni en « petit »…
- Le gras n'est utilisé que pour surligner le titre de l'article dans l'introduction, une seule fois.
- L'italique est rarement utilisé : mots en langue étrangère, titres d'œuvres, noms de bateaux, etc.
- Les citations ne sont pas en italique mais en corps de texte normal. Elles sont entourées par des guillemets français : « et ».
- Les listes à puces sont à éviter, des paragraphes rédigés étant largement préférés. Les tableaux sont à réserver à la présentation de données structurées (résultats, etc.).
- Les appels de note de bas de page (petits chiffres en exposant, introduits par l'outil «  Source ») sont à placer entre la fin de phrase et le point final[comme ça].
- Les liens internes (vers d'autres articles de Wikipédia) sont à choisir avec parcimonie. Créez des liens vers des articles approfondissant le sujet. Les termes génériques sans rapport avec le sujet sont à éviter, ainsi que les répétitions de liens vers un même terme.
- Les liens externes sont à placer uniquement dans une section « Liens externes », à la fin de l'article. Ces liens sont à choisir avec parcimonie suivant les règles définies. Si un lien sert de source à l'article, son insertion dans le texte est à faire par les notes de bas de page.
- La présentation des références doit suivre les conventions bibliographiques. Il est recommandé d'utiliser les modèles {{Ouvrage}}, {{Chapitre}}, {{Article}}, {{Lien web}} et/ou {{Bibliographie}}. Le mode d'édition visuel peut mettre en forme automatiquement les références.
- Insérer une infobox (cadre d'informations à droite) n'est pas obligatoire pour parachever la mise en page.

Pour une aide détaillée, merci de consulter Aide:Wikification.
Si vous pensez que ces points ont été résolus, vous pouvez retirer ce bandeau et améliorer la mise en forme d'un autre article.
Alfred Kasha (22 janvier 1937 - 14 septembre 2020) est un auteur-compositeur américain, dont les chansons incluent The Morning After de L'Aventure du Poséidon.
Kasha est surtout connu pour ses années de collaboration avec l'auteur-compositeur Joel Hirschhorn.

## Biographie
Kasha a commencé à composer et à produire très jeune et a été embauchée comme producteur chez Columbia Records à l'âge de 22 ans. Il a travaillé au Brill Building en 1959 aux côtés d'écrivains et d'artistes comme Carole King, Neil Sedaka, Barry Mann, Cynthia Weil, Jerry Leiber, Mike Stoller, Burt Bacharach, Hal David et Neil Diamond . Il a travaillé avec de nombreux grands artistes tels que Aretha Franklin (Operation Heartbreak et Rock-a-Bye Your Baby with a Dixie Melody), Neil Diamond, Donna Summer (I'm A Fire), Charles Aznavour (Dance In The Old Fashioned Way), Bobby Darin (Irresistible You) et Jackie Wilson (I'm Coming on Back To You, My Empty Arms, Forever And A Day, Each Night I Dream Of You, Lonely Life et Sing And Tell The Blues So Long).
Kasha est surtout connu pour ses années de collaboration avec l'auteur-compositeur Joel Hirschhorn. Le duo de compositeurs a remporté deux Oscars de la meilleure chanson, The Morning After de L'Aventure du Poséidon (1972) en 1973  et We May Never Love Like This Again de La Tour infernale (1974) en 1975 rendus célèbres par Maureen McGovern. Ils ont également reçu deux autres nominations aux Oscars pour leur travail dans le classique d'animation  Peter et Elliott le dragon (1977) pour lequel ils obtiennent l'Oscar de la meilleure partition et la meilleure chanson (Candle On The Water, chantée par Helen Reddy ),.
Avec Hirschhorn, Kasha a également reçu deux nominations aux Tony Awards pour Seven Brides for Seven Brothers et Copperfield, deux nominations aux Grammy et un Emmy Awards, ainsi que quatre nominations aux  Golden Globe et un People's Choice Award . Ils ont également composé la chanson thème du jeu télévisé de courte durée des années 1990 The Challengers,.
Kasha a écrit trois livres : If They Ask You Can Write A Song, Notes On Broadway et son autobiographie, Reaching The Morning After.
Kasha était marié à Ceil Kasha, avait une fille, Dana Kasha-Cohen. Il a souffert de la maladie de Parkinson dans ses dernières années. Kasha meurt le 14 septembre 2020, à l'âge de 83 ans.

## Discographie
- Sing (And Tell The Blues "So Long") Sid Wyche, Al Kasha / "L'un d'eux" Al Kasha, Hank Hunter 1960